# 接待員

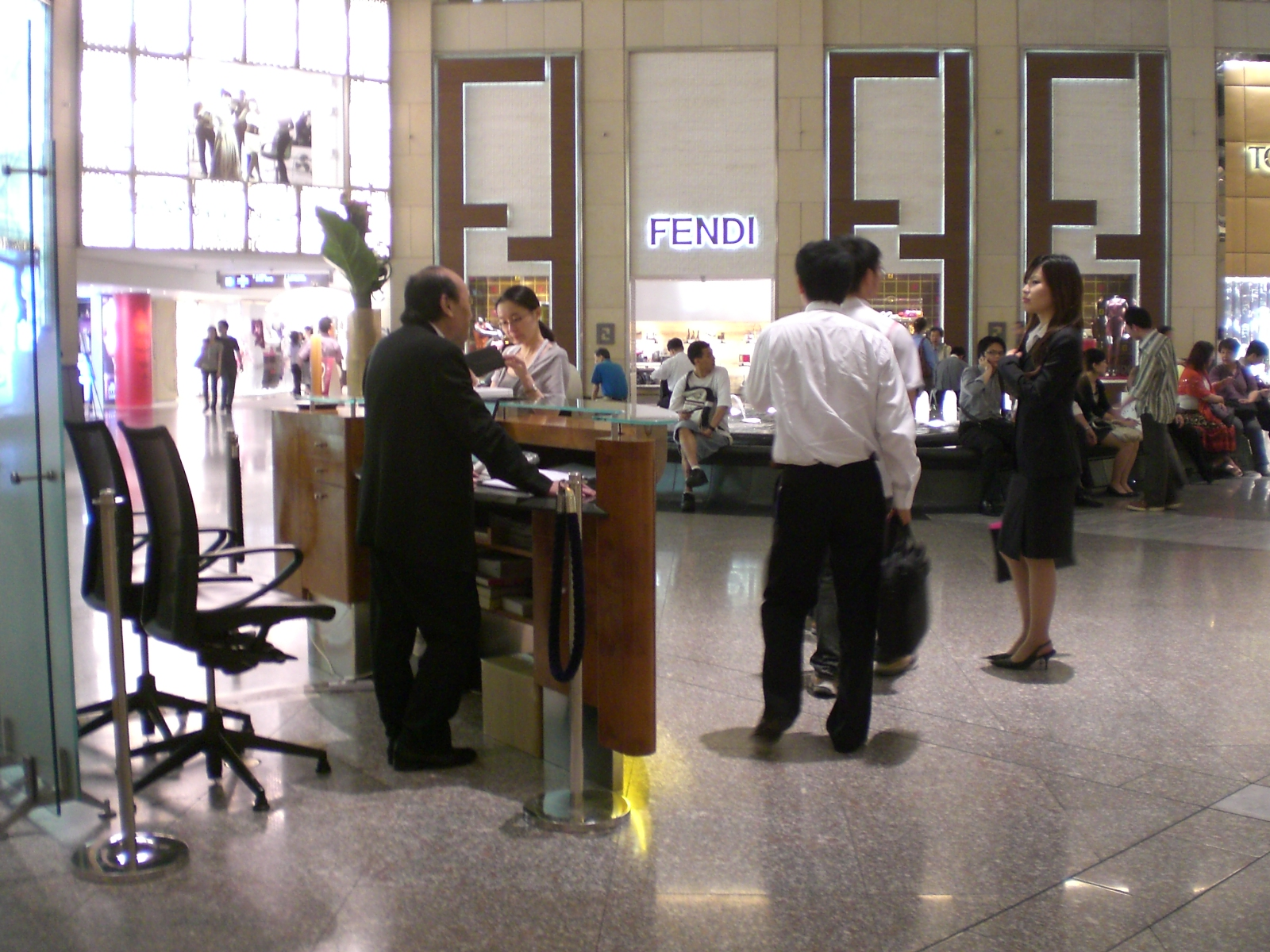
電梯大堂的接待員

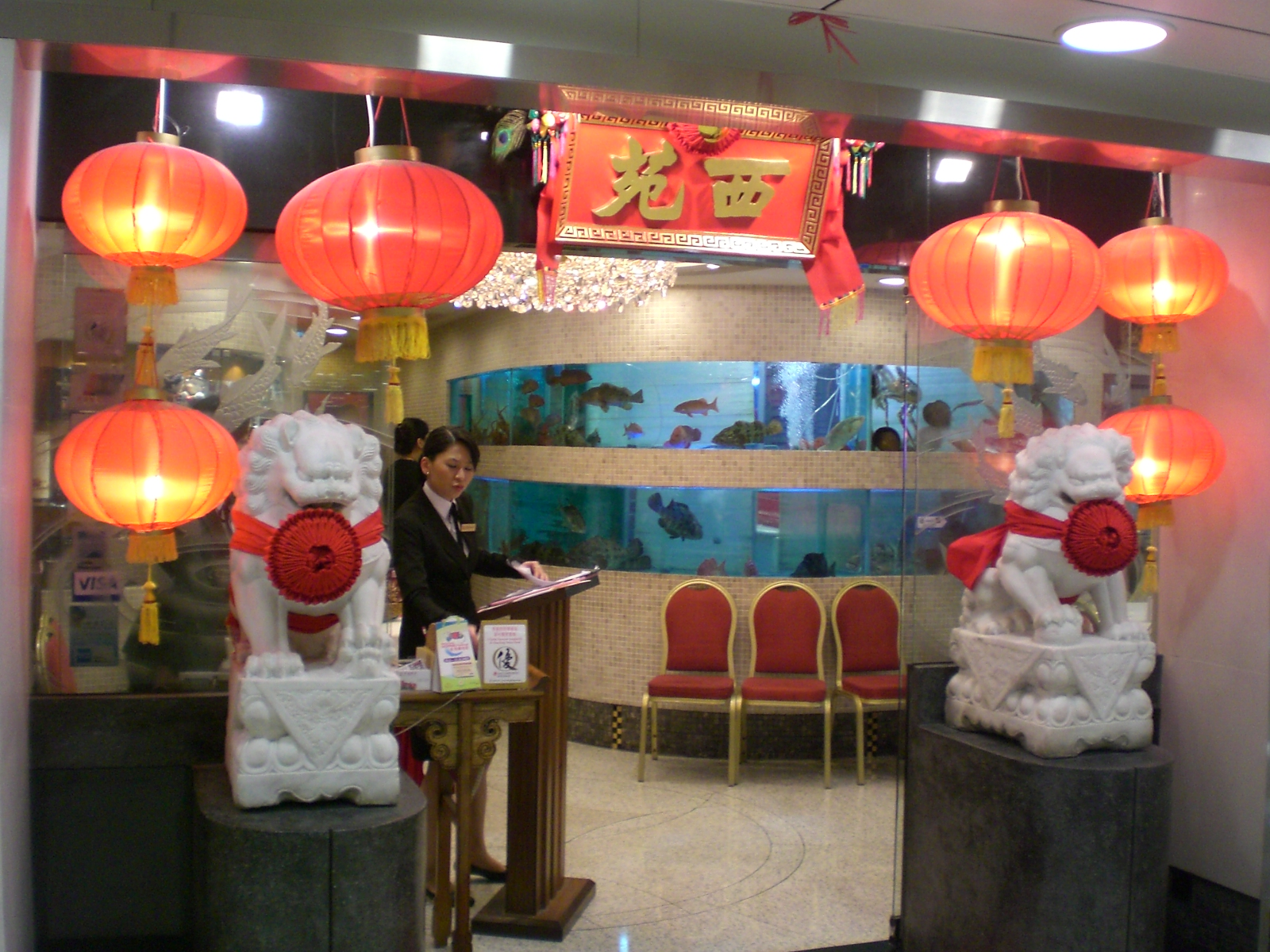
中式酒家的知客

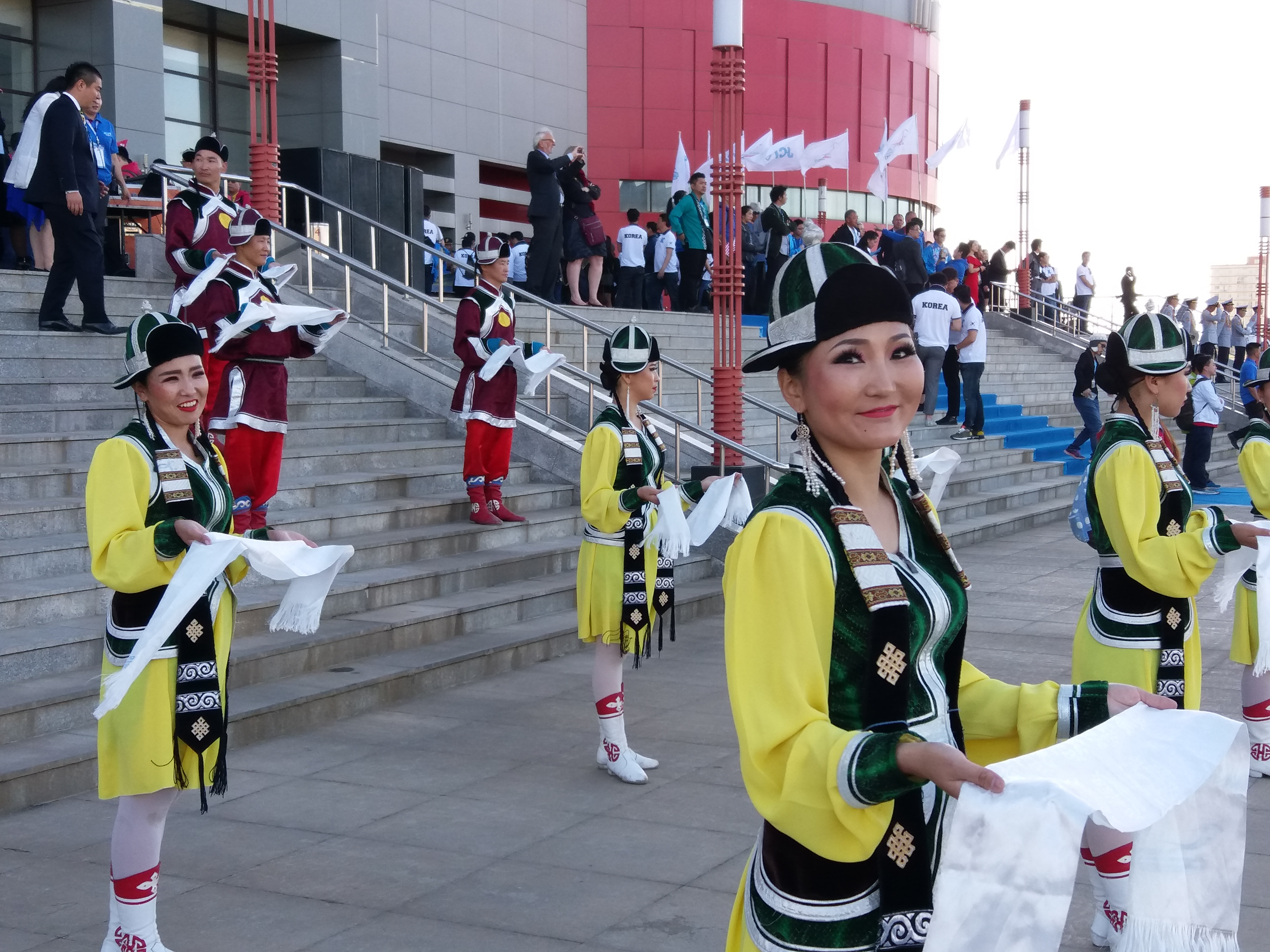
在大型活動中，負責接待來賓的人員，會穿著具當地特色的服裝

接待員是指於門前接待的人員，以前又稱為門房、知客，例如於寺廟接待信眾的僧人稱為知客僧、知客師。知客一詞現時仍常見於香港及澳門，在中國大陸的一些大城市也可見到。
知客一詞可見於《水滸傳》第六回：“僧門中職事人員，各有頭項。且如小僧，做個知客，只理會管待往來客官僧眾。”在香港與澳門，知客通常專指在食肆或娛樂場所門前接待顧客、派籌（安排顧客進場入座）的職員，多數是女性，中式酒樓知客的制服通常是旗袍，標準對白是：「先生（小姐）早晨，請問幾多位？」（「幾多」是粵語，意即「多少」）。日本料理店的知客通常身穿和服，客人進門時會作九十度鞠躬，並以日語說「歡迎光臨」（いらっしゃいませ），其他行業從事接待客人的職員的則稱為接待員或公關。
接待員也可能指企業詢問處的職員，行政部門的第一線服務員，他們負責接待訪客，了解其來意，並有效分流到其他部門，進一步給來賓深度服務。
接待員的素質，最理想是令賓客感受「賓至如歸」。 所以知客要熟識人際關係、社交禮儀，與業務相關的內外各方，保持密切的聯絡，發揮團隊精神，知易行難。
知客可能又稱為接待員，不過接待員未必全部都是「知客」。